# Ruslan Apekov
Ruslan Chažismelovič Apekov (in russo Руслан Хажисмелович Апеков?; Nal'čik, 8 giugno 2000) è un calciatore russo, attaccante del KAMAZ.

## Carriera
Cresciuto nel settore giovanile del Krasnodar, ha esordito in prima squadra il 12 dicembre 2021 disputando l'incontro di Prem'er-Liga pareggiato per 0-0 contro il Nižnij Novgorod.

## Statistiche

### Presenze e reti nei club
Statistiche aggiornate all'8 maggio 2022.
| Stagione           | Squadra            | Campionato         | Campionato | Campionato | Coppe nazionali | Coppe nazionali | Coppe nazionali | Coppe continentali | Coppe continentali | Coppe continentali | Altre coppe | Altre coppe | Altre coppe | Totale | Totale |
| Stagione           | Squadra            | Comp               | Pres       | Reti       | Comp            | Pres            | Reti            | Comp               | Pres               | Reti               | Comp        | Pres        | Reti        | Pres   | Reti   |
| ------------------ | ------------------ | ------------------ | ---------- | ---------- | --------------- | --------------- | --------------- | ------------------ | ------------------ | ------------------ | ----------- | ----------- | ----------- | ------ | ------ |
| apr.-mag. 2018     | Krasnodar-2        | 2D                 | 7          | 0          |                 | -               | -               |                    | -                  | -                  |             | -           | -           | 7      | 0      |
| 2019-2020          | Krasnodar-2        | 1D                 | 2          | 0          |                 | -               | -               |                    | -                  | -                  |             | -           | -           | 2      | 0      |
| 2020-2021          | Krasnodar-2        | 1D                 | 34         | 3          |                 | -               | -               |                    | -                  | -                  |             | -           | -           | 34     | 3      |
| 2021-2022          | Krasnodar-2        | 1D                 | 25         | 3          |                 | -               | -               |                    | -                  | -                  |             | -           | -           | 25     | 3      |
| Totale Krasnodar-2 | Totale Krasnodar-2 | Totale Krasnodar-2 | 68         | 6          |                 | -               | -               |                    | -                  | -                  |             | -           | -           | 68     | 6      |
| 2018-2019          | Krasnodar-3        | 2D                 | 24         | 2          |                 | -               | -               |                    | -                  | -                  |             | -           | -           | 24     | 2      |
| 2019-2020          | Krasnodar-3        | 2D                 | 7          | 5          |                 | -               | -               |                    | -                  | -                  |             | -           | -           | 7      | 5      |
| ago. 2020          | Krasnodar-3        | 2D                 | 1          | 0          |                 | -               | -               |                    | -                  | -                  |             | -           | -           | 1      | 0      |
| Totale Krasnodar-3 | Totale Krasnodar-3 | Totale Krasnodar-3 | 32         | 7          |                 | -               | -               |                    | -                  | -                  |             | -           | -           | 32     | 7      |
| 2021-2022          | Krasnodar          | PL                 | 5          | 0          | CR              | 0               | 0               |                    | -                  | -                  |             | -           | -           | 5      | 0      |
| Totale carriera    | Totale carriera    | Totale carriera    | 105        | 13         |                 | 0               | 0               |                    | -                  | -                  |             | -           | -           | 105    | 13     |